# BNO-10-17 – Veleszületett rendellenességek, deformitások és kromoszómaabnormitások
 A BNO-kódrendszer hivatalos nemzetközi forrása az Egészségügyi Világszervezet (WHO) honlapja; az ÁEEK által finanszírozott egészségügyi ellátások tekintetében az aeek.hu az irányadó!
Az alábbi hierarchia a nyomtatott magyar kiadásnak (BNO-10, 1995) felel meg.

## Az idegrendszer veleszületett rendellenességei (Q00-Q07)
- Q00 Agyvelőhiány és hasonló fejlődési rendellenességek
  - Q00.0 Agyvelőhiány
  - Q00.1 Koponya- és gerinchasadék
  - Q00.2 Kisagyhiány
- Q01 Agyvelősérv (encephalocele)
  - Q01.0 Frontális agyvelősérv
  - Q01.1 Nasofrontális agyvelősérv
  - Q01.2 Tarkótáji agyvelősérv
  - Q01.8 Egyéb helyen lévő agyvelősérv
  - Q01.9 Agyvelősérv k.m.n.
- Q02 Kisfejűség
- Q03 Veleszületett vízfejűség
  - Q03.0 A Sylvius-csatorna rendellenességei
  - Q03.1 A Magendie- és Luschka-nyílás atresiája
  - Q03.8 Egyéb veleszületett agyvelősérv
  - Q03.9 Veleszületett vízfejűség k.m.n.
- Q04 Az agy egyéb veleszületett rendellenességei
  - Q04.0 A kérgestest veleszületett rendellenességei
  - Q04.1 A szaglókaréj hiánya
  - Q04.2 Előagyhiány
  - Q04.3 Az agyvelőállomány csökkenésével járó egyéb állapotok
  - Q04.4 Dysplasia septo-optica
  - Q04.5 Megalencephalia
  - Q04.6 Veleszületett agyi ciszták
  - Q04.8 Az agy egyéb meghatározott veleszületett rendellenességei
  - Q04.9 Az agy k.m.n. veleszületett fejlődési rendellenessége
- Q05 Gerinchasadék (spina bifida)
  - Q05.0 Gerinchasadék a nyaki szakaszon, vízfejűséggel
  - Q05.1 Gerinchasadék a mellkasi szakaszon, vízfejűséggel
  - Q05.2 Gerinchasadék az ágyéki szakaszon, vízfejűséggel
  - Q05.3 Gerinchasadék a keresztcsonti szakaszon, vízfejűséggel
  - Q05.4 K.m.n. gerinchasadék vízfejűséggel
  - Q05.5 Gerinchasadék a nyaki szakaszon, vízfejűség nélkül
  - Q05.6 Gerinchasadék a mellkasi szakaszon, vízfejűség nélkül
  - Q05.7 Gerinchasadék az ágyéki szakaszon, vízfejűség nélkül
  - Q05.8 Gerinchasadék a keresztcsonti szakaszon vízfejűség nélkül
  - Q05.9 Gerinchasadék k.m.n.
- Q06 A gerincvelő egyéb veleszületett fejlődési rendellenességei
  - Q06.0 Gerincvelőhiány
  - Q06.1 Gerincvelő hypoplasia és dysplasia
  - Q06.2 A gerincvelő hasadéka (diastematomyelia)
  - Q06.3 A cauda equina egyéb veleszületett rendellenességei
  - Q06.4 Hydromyelia
  - Q06.8 A gerincvelő egyéb meghatározott veleszületett rendellenességei
  - Q06.9 A gerincvelő veleszületett rendellenessége k.m.n.
- Q07 Az idegrendszer egyéb veleszületett rendellenességei
  - Q07.0 Arnold–Chiari-szindróma
  - Q07.8 Az idegrendszer egyéb meghatározott veleszületett fejlődési rendellenességei
  - Q07.9 Az idegrendszer k.m.n. veleszületett rendellenességei

## A szem, fül, arc és nyak veleszületett rendellenességei (Q10-Q18)
- Q10 A szemhéjak, könnyszervek és szemüreg veleszületett rendellenességei
  - Q10.0 Veleszületett ptosis
  - Q10.1 Veleszületett szemhéjkifordulás
  - Q10.2 Veleszületett szemhéjbefordulás
  - Q10.3 A szemhéj egyéb veleszületett rendellenességei
  - Q10.4 A könnyszervek hiánya, agenesise
  - Q10.5 A könnycsatorna veleszületett elzáródása és szűkülete
  - Q10.6 A könnyszervek egyéb veleszületett rendellenességei
  - Q10.7 A szemüreg veleszületett rendellenességei
- Q11 Szemhiány, kisszeműség, nagyszeműség
  - Q11.0 Tömlős szemgolyó
  - Q11.1 Egyéb eredetű szemhiány
  - Q11.2 Kisszeműség
  - Q11.3 Nagyszeműség
- Q12 A szemlencse veleszületett rendellenességei
  - Q12.0 Veleszületett szürkehályog
  - Q12.1 A szemlencse veleszületett helyzeti rendellenessége
  - Q12.2 Szemlencse coloboma
  - Q12.3 Veleszületett szemlencsehiány
  - Q12.4 Golyó alakú szemlencse
  - Q12.8 A szemlencse egyéb veleszületett rendellenességei
  - Q12.9 A szemlencse veleszületett rendellenessége k.m.n.
- Q13 A szem elülső szegmentjének veleszületett rendellenességei
  - Q13.0 Szivárványhártya-coloboma
  - Q13.1 Szivárványhártya hiány
  - Q13.2 A szivárványhártya egyéb veleszületett rendellenességei
  - Q13.3 Veleszületett szaruhártya homály
  - Q13.4 A szaruhártya egyéb veleszületett rendellenességei
  - Q13.5 Kék színű ínhártya
  - Q13.8 A szem elülső szegmentjének egyéb veleszületett rendellenességei
  - Q13.9 A szem elülső szegmentjének veleszületett rendellenessége k.m.n.
- Q14 A szem hátsó szegmentjének veleszületett rendellenességei
  - Q14.0 Az üvegtest veleszületett rendellenességei
  - Q14.1 Az ideghártya veleszületett rendellenességei
  - Q14.2 A látóidegfő veleszületett rendellenességei
  - Q14.3 Az érhártya veleszületett rendellenessége
  - Q14.8 A szem hátulsó szegmentjének egyéb veleszületett rendellenességei
  - Q14.9 A szem hátulsó szegmentjének veleszületett rendellenessége k.m.n.
- Q15 A szem egyéb veleszületett rendellenességei
  - Q15.0 Veleszületett zöldhályog (glaucoma congenitum)
  - Q15.8 A szem egyéb meghatározott rendellenességei
  - Q15.9 A szem veleszületett rendellenessége k.m.n.
- Q16 A fül veleszületett, hallászavart okozó rendellenességei
  - Q16.0 A fülkagyló veleszületett hiánya
  - Q16.1 A külső hallójárat veleszületett hiánya, elzáródása, szűkülete
  - Q16.2 Az Eustach-kürt hiánya
  - Q16.3 A hallócsontok veleszületett rendellenessége
  - Q16.4 A középfül egyéb veleszületett rendellenességei
  - Q16.5 A belsőfül veleszületett rendellenessége
  - Q16.9 A fül halláscsökkenést okozó, veleszületett rendellenessége k.m.n.
- Q17 A fül egyéb veleszületett rendellenességei
  - Q17.0 Járulékos fül
  - Q17.1 Nagyfülűség
  - Q17.2 Kisfülűség
  - Q17.3 Egyéb módon szabálytalan alakú fül
  - Q17.4 A fül helyzeti rendellenessége
  - Q17.5 Elálló fülkagyló
  - Q17.8 A fül egyéb meghatározott veleszületett rendellenességei
  - Q17.9 A fül veleszületett rendellenessége k.m.n.
- Q18 Az arc és nyak egyéb veleszületett rendellenességei
  - Q18.0 Kopoltyúív eredetű üreg, sipoly, tömlő
  - Q18.1 Fül előtti üreg és tömlő
  - Q18.2 A kopoltyúív egyéb rendellenességei
  - Q18.3 Nyaki kúszóhártya
  - Q18.4 Nagyszájúság
  - Q18.5 Kisszájúság
  - Q18.6 Nagyajkúság
  - Q18.7 Kisajkúság
  - Q18.8 Az arc és nyak egyéb meghatározott veleszületett rendellenességei
  - Q18.9 Az arc és nyak veleszületett rendellenessége k.m.n.

## A keringési rendszer veleszületett rendellenességei (Q20-Q28)
- Q20 A szív üregeinek és összeköttetéseinek veleszületett rendellenességei
  - Q20.0 Közös artériás törzs
  - Q20.1 Kettős kiszájadzású jobb kamra
  - Q20.2 Kettős kiszájadzású bal kamra
  - Q20.3 Nagyartériák teljes transzpozíciója
  - Q20.4 Egykamrájú szív
  - Q20.5 Kóros pitvar-kamrai összeköttetés
  - Q20.6 A pitvari fülcsék izomerizmusa
  - Q20.8 A szívüregek és összeköttetéseik egyéb veleszületett rendellenességei
  - Q20.9 A szívüregek és összeköttetéseik veleszületett rendellenessége k.m.n.
- Q21 A szívsövények veleszületett rendellenességei
  - Q21.0 Kamrai sövényhiány
  - Q21.1 Pitvari sövényhiány
  - Q21.2 Pitvar-kamrai sövényhiány
  - Q21.3 Fallot-tetralogia
  - Q21.4 Aorto-pulmonális septum-defektus
  - Q21.8 A szívsövények egyéb veleszületett rendellenességei
  - Q21.9 A szívsövény veleszületett rendellenessége k.m.n.
- Q22 A háromhegyű és a tüdőverőér-billentyűk veleszületett rendellenességei
  - Q22.0 A tüdőverőér billentyű atresiája
  - Q22.1 A tüdőverőér billentyű veleszületett szűkülete
  - Q22.2 A tüdőverőér billentyű veleszületett elégtelensége
  - Q22.3 A tüdőverőér billentyű egyéb veleszületett rendellenességei
  - Q22.4 A háromhegyű billentyű veleszületett szűkülete
  - Q22.5 Ebstein-anomália
  - Q22.6 Hypoplasiás jobbszív-szindróma
  - Q22.8 A háromhegyű billentyű egyéb veleszületett rendellenességei
  - Q22.9 A háromhegyű billentyű veleszületett rendellenessége k.m.n.
- Q23 Az aorta- és kéthegyű billentyűk veleszületett rendellenességei
  - Q23.0 Az aortabillentyű veleszületett szűkülete
  - Q23.1 Az aortabillentyű veleszületett elégtelensége
  - Q23.2 A kéthegyű billentyű veleszületett szűkülete
  - Q23.3 A kéthegyű billentyű veleszületett elégtelensége
  - Q23.4 Hypoplasiás balszív-szindróma
  - Q23.8 Az aorta- és kéthegyű billentyűk egyéb veleszületett rendellenességei
  - Q23.9 Az aorta- és kéthegyű billentyűk veleszületett rendellenessége k.m.n.
- Q24 A szív egyéb veleszületett rendellenességei
  - Q24.0 Dextrocardia
  - Q24.1 Levocardia
  - Q24.2 Hárompitvarú szív
  - Q24.3 A tüdőverőér infundibuláris szűkülete
  - Q24.4 Veleszületett subaorticus szűkület
  - Q24.5 A koszorúerek rendellenessége
  - Q24.6 Veleszületett pitvar-kamrai blokk
  - Q24.8 A szív egyéb meghatározott veleszületett rendellenességei
  - Q24.9 A szív veleszületett rendellenessége k.m.n.
- Q25 A nagy artériák veleszületett rendellenességei
  - Q25.0 Nyitott ductus arteriosus
  - Q25.1 Coarctatio aortae
  - Q25.2 Az aorta veleszületett elzáródása
  - Q25.3 Aorta-szűkület
  - Q25.4 Az aorta egyéb veleszületett rendellenességei
  - Q25.5 A tüdőverőér atresiája
  - Q25.6 A tüdőverőér szűkülete
  - Q25.7 A tüdőverőér egyéb veleszületett rendellenességei
  - Q25.8 A nagyartériák egyéb veleszületett rendellenességei
  - Q25.9 A nagyartériák veleszületett rendellenessége k.m.n.
- Q26 A nagyvénák veleszületett rendellenességei
  - Q26.0 A fő gyűjtőér veleszületett szűkülete
  - Q26.1 Perzisztáló bal véna cava superior
  - Q26.2 A tüdővénák teljes transzpozíciója
  - Q26.3 A tüdővénák részleges transzpozíciója
  - Q26.4 A tüdővisszér beszájadzásának k.m.n.rendellenessége
  - Q26.5 A vena portae rendellenes beszájadzása
  - Q26.6 Sipoly a vena portae és az arteria hepatica között
  - Q26.8 A nagyvénák egyéb veleszületett rendellenességei
  - Q26.9 A nagyvéna veleszületett rendellenessége k.m.n.
- Q27 A perifériás érrendszer egyéb veleszületett rendellenességei
  - Q27.0 A köldökverőér hiánya vagy hypoplasiája
  - Q27.1 A veseartéria veleszületett szűkülete
  - Q27.2 A veseartéria egyéb veleszületett rendellenességei
  - Q27.3 Perifériás arterio-venosus rendellenesség
  - Q27.4 Veleszületett visszértágulat
  - Q27.8 A perifériás érrendszer egyéb meghatározott veleszületett rendellenességei
  - Q27.9 A perifériás érrendszer veleszületett rendellenessége k.m.n.
- Q28 A keringési szervrendszer egyéb veleszületett rendellenességei
  - Q28.0 A praecerebrális erek arterio venosus rendellenessége
  - Q28.1 A praecerebrális erek egyéb rendellenességei
  - Q28.2 Az agyi erek arterio-venosus rendellenessége
  - Q28.3 Az agyi erek egyéb rendellenességei
  - Q28.8 A keringési szervrendszer egyéb meghatározott veleszületett rendellenességei
  - Q28.9 A keringési szervrendszer veleszületett rendellenessége k.m.n.

## A légzőrendszer veleszületett rendellenességei (Q30-Q34)
- Q30 Az orr veleszületett rendellenességei
  - Q30.0 Choana-elzáródás
  - Q30.1 Az orr hiánya vagy csökkent fejlettsége
  - Q30.2 Repedt, bevágott, hasadt orr
  - Q30.3 Veleszületett perforált orrsövény
  - Q30.8 Az orr egyéb veleszületett rendellenességei
  - Q30.9 Az orr veleszületett rendellenessége k.m.n.
- Q31 A gége veleszületett rendellenességei
  - Q31.0 Gégehártya
  - Q31.1 Veleszületett subglotticus szűkület
  - Q31.2 A gége csökkent fejlettsége
  - Q31.3 Gégesérv (laryngocele)
  - Q31.4 Veleszületett (gége eredetű) stridor
  - Q31.8 A gége egyéb veleszületett rendellenességei
  - Q31.9 A gége veleszületett rendellenessége k.m.n.
- Q32 A légcső és hörgők veleszületett rendellenességei
  - Q32.0 A légcső falának veleszületett lágyulása
  - Q32.1 A légcső egyéb veleszületett rendellenességei
  - Q32.2 Veleszületett hörgőlágyulás
  - Q32.3 Veleszületett hörgőszűkület
  - Q32.4 A hörgő egyéb veleszületett rendellenességei
- Q33 A tüdő veleszületett rendellenességei
  - Q33.0 Veleszületett cisztás tüdő
  - Q33.1 Járulékos tüdőlebeny
  - Q33.2 A tüdő sequestratiója
  - Q33.3 A tüdő hiánya (agenesise)
  - Q33.4 Veleszületett hörgőtágulat
  - Q33.5 Ectopiás szövet a tüdőben
  - Q33.6 A tüdő hypo- és dysplasiája
  - Q33.8 A tüdő egyéb veleszületett rendellenességei
  - Q33.9 A tüdő veleszületett rendellenessége k.m.n.
- Q34 A légzőrendszer egyéb veleszületett rendellenességei
  - Q34.0 Mellhártya-rendellenesség
  - Q34.1 Veleszületett mediastinális cisztás
  - Q34.8 A légzőrendszer egyéb meghatározott veleszületett rendellenességei
  - Q34.9 A légzőrendszer veleszületett rendellenessége k.m.n.

## Ajak- és szájpadhasadék (Q35-Q37)
- Q35 Szájpadhasadék
  - Q35.0 A keményszájpad kétoldali hasadéka
  - Q35.1 A keményszájpad egyoldali hasadéka
  - Q35.2 A lágyszájpad kétoldali hasadéka
  - Q35.3 A lágyszájpad egyoldali hasadéka
  - Q35.4 A kemény- és lágyszájpad együttes kétoldali hasadéka
  - Q35.5 A kemény- és lágyszájpad együttes egyoldali hasadéka
  - Q35.6 Szájpadhasadék, középvonali
  - Q35.7 Hasadt nyelvcsap
  - Q35.8 Szájpadhasadék, kétoldali, k.m.n.
  - Q35.9 Szájpadhasadék, egyoldali, k.m.n.
- Q36 Ajakhasadék
  - Q36.0 Ajakhasadék, kétoldali
  - Q36.1 Ajakhasadék, középvonali
  - Q36.9 Ajakhasadék, egyoldali
- Q37 Szájpad- ajakhasadék
  - Q37.0 Keményszájpad- ajakhasadék, kétoldali
  - Q37.1 Keményszájpad- ajakhasadék, egyoldali
  - Q37.2 Lágyszájpad- ajakhasadék, kétoldali
  - Q37.3 Lágyszájpad- ajakhasadék, egyoldali
  - Q37.4 Kemény-, lágyszájpad- és ajakhasadék, kétoldali
  - Q37.5 Kemény-, lágyszájpad- és ajakhasadék, egyoldali
  - Q37.8 Szájpad-ajakhasadék, kétoldali k.m.n.
  - Q37.9 Szájpad-ajakhasadék, egyoldali k.m.n.

## Az emésztőrendszer egyéb veleszületett rendellenességei (Q38-Q45)
- Q38 A nyelv, száj és garat egyéb veleszületett rendellenességei
  - Q38.0 Az ajak m.n.o. veleszületett rendellenességei
  - Q38.1 Ankyloglossia
  - Q38.2 Nagynyelvűség (macroglossia)
  - Q38.3 A nyelv egyéb veleszületett rendellenességei
  - Q38.4 A nyálmirigyek és vezetékeik veleszületett rendellenességei
  - Q38.5 A szájpad m.n.o. veleszületett rendellenességei
  - Q38.6 A szájüreg egyéb veleszületett rendellenességei
  - Q38.7 Garat-tasak
  - Q38.8 A garat egyéb veleszületett rendellenességei
- Q39 A nyelőcső veleszületett rendellenességei
  - Q39.0 A nyelőcső atresiája sipoly nélkül
  - Q39.1 A nyelőcső atresiája légcső-nyelőcső sipollyal
  - Q39.2 Veleszületett légcső-nyelőcső sipoly atresia nélkül
  - Q39.3 Veleszületett nyelőcsőszűkület, strictura
  - Q39.4 Nyelőcső-hártya
  - Q39.5 Veleszületett nyelőcsőtágulat
  - Q39.6 Nyelőcső-gurdély
  - Q39.8 A nyelőcső egyéb veleszületett rendellenességei
  - Q39.9 A nyelőcső veleszületett rendellenessége k.m.n.
- Q40 A tápcsatorna felső szakaszának egyéb veleszületett rendellenességei
  - Q40.0 Veleszületett, hypertrophiás pylorus szűkület
  - Q40.1 Veleszületett hiatus-hernia
  - Q40.2 A gyomor egyéb meghatározott veleszületett rendellenességei
  - Q40.3 A gyomor veleszületett rendellenességei k.m.n.
  - Q40.8 A tápcsatorna felső szakaszának egyéb, meghatározott veleszületett rendellenességei
  - Q40.9 A tápcsatorna felső szakaszának veleszületett rendellenessége k.m.n.
- Q41 A vékonybél veleszületett hiánya, elzáródása, szűkülete
  - Q41.0 A patkóbél veleszületett hiánya, elzáródása, szűkülete
  - Q41.1 Az éhbél veleszületett hiánya, elzáródása, szűkülete
  - Q41.2 A csípőbél veleszületett hiánya, elzáródása, szűkülete
  - Q41.8 A vékonybél egyéb meghatározott részeinek veleszületett hiánya, elzáródása, szűkülete
  - Q41.9 A vékonybél meghatározatlan szakaszának veleszületett hiánya, elzáródása, szűkülete
- Q42 A vastagbél veleszületett hiánya, elzáródása és szűkülete
  - Q42.0 A végbél veleszületett hiánya, elzáródása, szűkülete, sipollyal
  - Q42.1 A végbél veleszületett hiánya, elzáródása, szűkülete sipoly nélkül
  - Q42.2 A végbélnyílás veleszületett hiánya, elzáródása, szűkülete, sipollyal
  - Q42.3 A végbélnyílás veleszületett hiánya, elzáródása, szűkülete, sipoly nélkül
  - Q42.8 A vastagbél egyéb szakaszainak veleszületett hiánya, elzáródása, szűkülete
  - Q42.9 A vastagbél meghatározatlan szakaszának veleszületett hiánya, elzáródása, szűkülete
- Q43 A bél egyéb veleszületett rendellenességei
  - Q43.0 Meckel-gurdély
  - Q43.1 Hirschsprung-féle betegség
  - Q43.2 A vastagbél egyéb veleszületett működési rendellenességei
  - Q43.3 A bél veleszületett fixációs rendellenességei
  - Q43.4 Bél-kettőzöttség
  - Q43.5 Ectopiás végbélnyílás
  - Q43.6 A végbél, végbélnyílás veleszületett sipolya
  - Q43.7 Perzisztáló cloaca
  - Q43.8 A belek egyéb, meghatározott veleszületett rendellenességei
  - Q43.9 A belek veleszületett rendellenessége k.m.n.
- Q44 Az epehólyag, epevezetékek és máj veleszületett rendellenességei
  - Q44.0 Epehólyag agenesis, aplasia és hypoplasia
  - Q44.1 Az epehólyag egyéb veleszületett rendellenességei
  - Q44.2 Az epeutak elzáródása
  - Q44.3 Az epeutak veleszületett szűkülete és stricturája
  - Q44.4 Közös epevezeték (choledochus) ciszta
  - Q44.5 Az epeutak egyéb veleszületett rendellenességei
  - Q44.6 Tömlős májbetegség
  - Q44.7 A máj egyéb veleszületett rendellenességei
- Q45 Az emésztőrendszer egyéb veleszületett rendellenességei
  - Q45.0 A hasnyálmirigy agenesise, aplasiája és hypoplasiája
  - Q45.1 Pancreas annulare
  - Q45.2 Veleszületett hasnyálmirigy-ciszta
  - Q45.3 A hasnyálmirigy és vezetékének egyéb veleszületett rendellenességei
  - Q45.8 Az emésztőrendszer egyéb meghatározott veleszületett rendellenességei
  - Q45.9 Az emésztőrendszer veleszületett rendellenessége k.m.n.

## A nemi szervek veleszületett rendellenességei (Q50-Q56)
- Q50 A petefészkek, petevezetők és széles szalagok veleszületett rendellenességei
  - Q50.0 A petefészek veleszületett hiánya
  - Q50.1 Petefészek-tömlő (fejlődési rendellenességként)
  - Q50.2 Veleszületett petefészek-csavarodás
  - Q50.3 A petefészek egyéb veleszületett rendellenességei
  - Q50.4 A petevezeték embrionális tömlője
  - Q50.5 A széles szalag (ligamentum latum) embrionális tömlője
  - Q50.6 A petevezeték és széles szalag (ligamentum latum) egyéb veleszületett rendellenességei
- Q51 A méh és méhnyak veleszületett rendellenességei
  - Q51.0 A méh agenesise, aplasiája
  - Q51.1 Kettős méh, a méhnyak és hüvely kettőzöttségével
  - Q51.2 A méh egyéb kettőzöttsége
  - Q51.3 Kétszarvú méh
  - Q51.4 Egyszarvú méh
  - Q51.5 A méhnyak agenesise és aplasiája
  - Q51.6 A méhnyak embrionális tömlője
  - Q51.7 Veleszületett sipoly a méh, emésztőcsatorna és vizeletkiválasztó-elvezető rendszer között
  - Q51.8 A méh és méhnyak egyéb veleszületett rendellenességei
  - Q51.9 A méh és méhnyak veleszületett rendellenessége k.m.n.
- Q52 A női nemi szervek egyéb veleszületett rendellenességei
  - Q52.0 A hüvely veleszületett hiánya
  - Q52.1 Kettőzött hüvely
  - Q52.2 Veleszületett végbél-hüvely sipoly
  - Q52.3 Imperforált szűzhártya
  - Q52.4 A hüvely egyéb veleszületett rendellenességei
  - Q52.5 A szeméremajkak összenövése
  - Q52.6 A csikló veleszületett rendellenessége
  - Q52.7 A szeméremtest egyéb veleszületett rendellenességei
  - Q52.8 A női nemi szervek egyéb megjelölt veleszületett rendellenességei
  - Q52.9 A női nemi szervek veleszületett rendellenessége k.m.n.
- Q53 Nem descendált here (cryptorchismus)
  - Q53.0 Ectopiás here
  - Q53.1 Nem descendált here, egyoldali
  - Q53.2 Nem descendált here, kétoldali
  - Q53.9 Nem descendált here, k.m.n.
- Q54 Hypospadiasis
  - Q54.0 Hypospadiasis a makkon
  - Q54.1 Hypospadiasis a péniszen
  - Q54.2 Hypospadiasis a péniszen és herezacskón
  - Q54.3 Hypospadiasis a gáton
  - Q54.4 Veleszületett erekció
  - Q54.8 Egyéb hypospadiasis
  - Q54.9 Hypospadiasis, k.m.n.
- Q55 A férfi nemi szervek egyéb veleszületett rendellenességei
  - Q55.0 A here hiánya és aplasiája
  - Q55.1 A here és herezacskó hypoplasiája
  - Q55.2 A here és herezacskó egyéb veleszületett rendellenességei
  - Q55.3 Az ondóvezeték atresiája
  - Q55.4 Az ondóvezeték, ondóhólyag, mellékhere és prosztata egyéb veleszületett rendellenességei
  - Q55.5 A hímvessző veleszületett hiánya és aplasiája
  - Q55.6 A hímvessző egyéb veleszületett rendellenességei
  - Q55.8 A hím ivarszervek egyéb veleszületett rendellenességei
  - Q55.9 A hím ivarszervek k.m.n. veleszületett rendellenessége
- Q56 Határozatlan neműség és pseudohermaphroditismus
  - Q56.0 Hermaphroditismus m.n.o.
  - Q56.1 Hím pseudohermaphroditismus m.n.o.
  - Q56.2 Női pseudohermaphroditismus m.n.o.
  - Q56.3 Pseudohermaphroditismus, k.m.n.
  - Q56.4 Bizonytalan neműség k.m.n.

## A húgyrendszer veleszületett rendellenességei (Q60-Q64)
- Q60 A vese agenesise és egyéb veseállomány csökkenéssel járó elváltozások
  - Q60.0 A vese egyoldali agenesise
  - Q60.1 Mindkét vese agenesise
  - Q60.2 A vese agenesise k.m.n.
  - Q60.3 Az egyik vese hypoplasiája
  - Q60.4 Mindkét vese hypoplasiája
  - Q60.5 Vesehypoplasia k.m.n.
  - Q60.6 Potter-szindróma
- Q61 Cisztás vesebetegség
  - Q61.0 Veleszületett solitaer vesecysta
  - Q61.1 Polycystás vese, gyermekkori típus
  - Q61.2 Polycystás vese, típus
  - Q61.3 Polycystás vese k.m.n.
  - Q61.4 Vese-dysplasia
  - Q61.5 Medulláris cisztás vese
  - Q61.8 Egyéb cisztás vesebetegségek
  - Q61.9 Cisztás vesebetegség, k.m.n.
- Q62 A vesemedence veleszületett, elzáródást okozó rendellenességei és a húgyvezeték veleszületett malformációi
  - Q62.0 Veleszületett zsákvese (hydronephrosis)
  - Q62.1 A húgyvezeték atresiája és szűkülete
  - Q62.2 Veleszületett megaloureter
  - Q62.3 A vesemedence és húgyvezeték egyéb, elzáródással járó rendellenességei
  - Q62.4 A húgyvezeték agenesise
  - Q62.5 Kettős húgyvezeték
  - Q62.6 A húgyvezeték rendellenes helyzete
  - Q62.7 Veleszületett vesico-uretero-renális reflux
  - Q62.8 A húgyvezeték egyéb veleszületett rendellenességei
- Q63 A vese egyéb veleszületett rendellenességei
  - Q63.0 Járulékos vese
  - Q63.1 Lebenyezett, összeolvadt és patkó vese
  - Q63.2 Ectopiás vese
  - Q63.3 Hyperplasiás és óriás vese
  - Q63.8 A vese egyéb meghatározott veleszületett rendellenességei
  - Q63.9 A vese veleszületett rendellenessége k.m.n.
- Q64 A húgyrendszer egyéb veleszületett rendellenességei
  - Q64.0 Epispadiasis
  - Q64.1 A húgyhólyag extrophiája
  - Q64.2 Veleszületett hátsó húgycső billentyűk
  - Q64.3 A hólyagnyak és húgycső egyéb atresiája és szűkülete
  - Q64.4 Urachus rendellenesség
  - Q64.5 A hólyag és húgycső veleszületett hiánya
  - Q64.6 Veleszületett hólyagdiverticulum
  - Q64.7 A hólyag és húgycső egyéb veleszületett rendellenességei
  - Q64.8 A húgyrendszer egyéb meghatározott veleszületett rendellenességei
  - Q64.9 A húgyrendszer rendellenessége k.m.n.

## A csont-izomrendszer veleszületett rendellenességei és deformitásai (Q65-Q79)
- Q65 A csípő veleszületett deformitásai
  - Q65.0 A csípő veleszületett egyoldali dislocatiója
  - Q65.1 A csípő veleszületett kétoldali dislocatiója
  - Q65.2 A csípő veleszületett k.m.n. dislocatiója
  - Q65.3 A csípő veleszületett egyoldali subluxatiója
  - Q65.4 A csípő veleszületett kétoldali subluxatiója
  - Q65.5 A csípő veleszületett k.m.n. subluxatiója
  - Q65.6 Instabil csípő
  - Q65.8 A csípő egyéb veleszületett deformitásai
  - Q65.9 A csípő veleszületett deformitása k.m.n.
- Q66 A lábak veleszületett rendellenességei
  - Q66.0 Dongaláb (pes equinovarus)
  - Q66.1 Pes calcaneovarus
  - Q66.2 A lábközépcsontok varus állása
  - Q66.3 A lábak egyéb, varus jellegű veleszületett rendellenességei
  - Q66.4 Pes calcaneovalgus
  - Q66.5 Veleszületett lúdtalp
  - Q66.6 A láb egyéb veleszületett, valgus jellegű deformitásai
  - Q66.7 Boltíves láb (pes cavus)
  - Q66.8 A láb egyéb veleszületett deformitásai
  - Q66.9 A lábak rendellenessége k.m.n.
- Q67 A fej, arc, gerinc és mellkas csont-izomrendszerének veleszületett rendellenességei
  - Q67.0 Arc aszimmetria
  - Q67.1 Összenyomott arc
  - Q67.2 Hosszúfejűség (dolichocephalia)
  - Q67.3 Ferdefejűség (plagiocephalia)
  - Q67.4 A koponya, arc és állkapocs egyéb veleszületett rendellenességei
  - Q67.5 A gerinc veleszületett deformitása
  - Q67.6 Pectus excavatum
  - Q67.7 Pectus carinatum
  - Q67.8 A mellkas egyéb veleszületett deformitásai
- Q68 A csont és izomrendszer egyéb veleszületett deformitásai
  - Q68.0 A fejbiccentő izom veleszületett deformitása
  - Q68.1 A kéz veleszületett deformitása
  - Q68.2 A térd veleszületett deformitása
  - Q68.3 A combcsont veleszületett görbülete
  - Q68.4 A sípcsont és szárkapocscsont veleszületett görbülete
  - Q68.5 A láb hosszú csontjainak veleszületett, k.m.n. görbülete
  - Q68.8 Egyéb meghatározott veleszületett csont-izom deformitások
- Q69 Számfeletti ujjak (polydactylia)
  - Q69.0 Járulékos ujj(-ak)
  - Q69.1 Járulékos hüvelykujj(-ak)
  - Q69.2 Járulékos lábujj(-ak)
  - Q69.9 Polydactylia k.m.n.
- Q70 Összenőtt ujjak (syndactylia)
  - Q70.0 Összenőtt ujjak
  - Q70.1 Úszóhártyás ujjak
  - Q70.2 Összenőtt lábujjak
  - Q70.3 Úszóhártyás lábujjak
  - Q70.4 Polysyndactylia
  - Q70.9 Ujjak összenövése, k.m.n.
- Q71 A felső végtag redukciós defektusai
  - Q71.0 A felső végtag(-ok) veleszületett teljes hiánya
  - Q71.1 A felkar és alkar veleszületett hiánya, a kéz meglétével
  - Q71.2 Mindkét alkar és kéz veleszületett hiánya
  - Q71.3 Kéz és ujj(-ak) veleszületett hiánya
  - Q71.4 Az orsócsont megrövidülése
  - Q71.5 A singcsont megrövidülése
  - Q71.6 Rákolló-kéz
  - Q71.8 A felső végtag(-ok) egyéb redukciós defektusai
  - Q71.9 A felső végtag redukciós defektusa k.m.n.
- Q72 Az alsó végtag redukciós defektusai
  - Q72.0 Az alsó végtag(-ok) veleszületett teljes hiánya
  - Q72.1 A comb és lábszár veleszületett hiánya, a lábfej meglétével
  - Q72.2 Mindkét lábszár és láb veleszületett hiánya
  - Q72.3 A láb és lábujj(-ak) veleszületett hiánya
  - Q72.4 A combcsont megrövidülése
  - Q72.5 A sípcsont megrövidülése
  - Q72.6 A szárkapocs megrövidülése
  - Q72.7 Hasadt láb
  - Q72.8 Az alsó végtag(-ok) egyéb redukciós defektusai
  - Q72.9 Az alsó végtag redukciós defektusa k.m.n.
- Q73 Nem meghatározott végtag redukciós defektusai
  - Q73.0 Nem meghatározott végtag(-ok) veleszületett hiánya
  - Q73.1 Nem meghatározott végtag(-ok) proximális végének hiánya
  - Q73.8 Nem meghatározott végtag(-ok) egyéb redukciós defektusai
- Q74 Egyéb veleszületett végtag-rendellenességek
  - Q74.0 A felső végtagok és vállöv egyéb veleszületett rendellenességei
  - Q74.1 A térd veleszületett rendellenessége
  - Q74.2 Az alsó végtag(-ok) és medenceöv egyéb veleszületett rendellenességei
  - Q74.3 Arthrogryposis multiplex congenita
  - Q74.8 Egyéb meghatározott veleszületett végtagrendellenességek
  - Q74.9 A végtag(-ok) k.m.n. veleszületett rendellenessége
- Q75 Az agy- és arckoponya csontjainak egyéb veleszületett rendellenességei
  - Q75.0 Koponyavarratok veleszületett elcsontosodása (craniosynostosis)
  - Q75.1 Dysostosis craniofacialis
  - Q75.2 Hypertelorismus
  - Q75.3 Nagyfejűség (macrocephalia)
  - Q75.4 Dysostosis mandibulo-facialis
  - Q75.5 Disostosis oculo-mandibularis
  - Q75.8 Az agy- és arckoponyacsontok egyéb meghatározott veleszületett rendellenességei
  - Q75.9 Az agy- és arckoponyacsontok k.m.n. veleszületett rendellenességei
- Q76 A gerinc és csontos mellkas veleszületett rendellenességei
  - Q76.0 Rejtett gerinchasadék (spina bifida occulta)
  - Q76.1 Klippel-Feil szindróma
  - Q76.2 Veleszületett csigolyacsuszamlás (spondylolisthesis)
  - Q76.3 Veleszületett scoliosis veleszületett csontrendellenesség miatt
  - Q76.4 A gerincoszlop egyéb veleszületett, scoliosissal nem társuló rendellenességei
  - Q76.5 Nyaki borda
  - Q76.6 A bordák egyéb veleszületett rendellenességei
  - Q76.7 A szegycsont veleszületett rendellenességei
  - Q76.8 A csontos mellkas egyéb veleszületett rendellenességei
  - Q76.9 A csontos mellkas veleszületett rendellenessége k.m.n.
- Q77 Csont-porcképződési zavar (osteo-chondrodysplasia) a csöves csontok és gerinccsontok növekedési defektusával
  - Q77.0 A porcfejlődés hiánya (achondrogenesis)
  - Q77.1 Thanatophoricus rövid alkat
  - Q77.2 Rövid borda szindróma
  - Q77.3 Chondrodysplasia punctata
  - Q77.4 A porcképződés hiánya (achondroplasia)
  - Q77.5 Dysplasia diastrophica
  - Q77.6 Chondroectodermális dysplasia
  - Q77.7 Spondyloepiphyseális dysplasia
  - Q77.8 Egyéb osteo-chondrodysplasia a csövescsontok és gerinc növekedési defektusaival
  - Q77.9 Osteo-chondrodysplasia a csövescsontok és gerinc növekedési defektusával k.m.n.
- Q78 Egyéb osteo-chondrodysplasiák
  - Q78.0 Osteogenesis imperfecta
  - Q78.1 Több csontra kiterjedő fibrosus dysplasia
  - Q78.2 Márványcsont-betegség (osteopetrosis)
  - Q78.3 Progresszív diaphysis dysplasia
  - Q78.4 Enchondromatosis
  - Q78.5 Metaphysis dysplasia
  - Q78.6 Veleszületett multiplex exostosisok
  - Q78.8 Egyéb meghatározott osteochondrodysplasiák
  - Q78.9 Nem meghatározott osteochondrodysplasia
- Q79 A csont-izomrendszer m.n.o. veleszületett rendellenességei
  - Q79.0 Veleszületett rekesz-sérv
  - Q79.1 A rekeszizom egyéb veleszületett rendellenességei
  - Q79.2 Exomphalos
  - Q79.3 Gastroschisis
  - Q79.4 "Szilvakék has"-szindróma
  - Q79.5 A hasfal egyéb veleszületett rendellenességei
  - Q79.6 Ehlers-Danlos szindróma
  - Q79.8 A csont- és izomrendszer egyéb veleszületett rendellenességei
  - Q79.9 A csont- és izomrendszer veleszületett rendellenessége k.m.n.

## Egyéb veleszületett rendellenességek (Q80-Q89)
- Q80 Ichthyosis congenita
  - Q80.0 Ichthyosis vulgaris
  - Q80.1 X-kromoszómához kötött ichthyosis
  - Q80.2 Lemezes ichthyosis
  - Q80.3 Veleszületett hólyagos, ichthyoform erythroderma
  - Q80.4 Harlequin-foetus
  - Q80.8 Egyéb veleszületett ichthyosis
  - Q80.9 Veleszületett ichthyosis k.m.n.
- Q81 Epidermolysis bullosa
  - Q81.0 Epidermolysis bullosa simplex
  - Q81.1 Epidermolysis bullosa letalis
  - Q81.2 Epidermolysis bullosa dystrophica
  - Q81.8 Egyéb bullosus epidermolysis
  - Q81.9 Epidermolysis bullosa k.m.n.
- Q82 A bőr egyéb veleszületett rendellenességei
  - Q82.0 Örökletes lymphoedema
  - Q82.1 Xeroderma pigmentosum
  - Q82.2 Mastocytosis
  - Q82.3 Bőrpigment-túltengés
  - Q82.4 Ectodermális dysplasia (izzadással nem járó)
  - Q82.5 Veleszületett, nem daganatos anyajegy
  - Q82.8 A bőr egyéb meghatározott veleszületett rendellenességei
  - Q82.9 A bőr veleszületett rendellenessége k.m.n.
- Q83 Az emlő veleszületett rendellenességei
  - Q83.0 Az emlő és mellbimbó veleszületett hiánya
  - Q83.1 Járulékos emlő
  - Q83.2 A mellbimbó hiánya
  - Q83.3 Járulékos mellbimbó
  - Q83.8 Az emlő egyéb veleszületett rendellenességei
  - Q83.9 Az emlő veleszületett rendellenessége k.m.n.
- Q84 A kültakaró egyéb veleszületett rendellenességei
  - Q84.0 Veleszületett alopecia
  - Q84.1 A hajzat/szőrzet m.n.o. morfológiai rendellenességei
  - Q84.2 A hajzat/szőrzet egyéb veleszületett rendellenességei
  - Q84.3 Anonychia
  - Q84.4 Veleszületett fehérkörműség (leukonychia)
  - Q84.5 Megnagyobbodott és hypertrophiás köröm
  - Q84.6 A körmök egyéb veleszületett rendellenességei
  - Q84.8 A kültakaró egyéb, meghatározott veleszületett rendellenességei
  - Q84.9 A kültakaró veleszületett rendellenességei k.m.n.
- Q85 Phakomatosisok, m.n.o.
  - Q85.0 Neurofibromatosis (benignus)
  - Q85.1 Göbös agykeményedés (sclerosis tuberosa)
  - Q85.8 Egyéb, m.n.o. phakomatosisok
  - Q85.9 Phakomatosis k.m.n.
- Q86 Veleszületett malformatiós szindrómák ismert külső ok miatt m.n.o.
  - Q86.0 Magzati alkohol-szindróma (torzulással)
  - Q86.1 Magzati hydantoin-szindróma
  - Q86.2 Warfarin okozta torzulás
  - Q86.8 Egyéb, ismert külső okokra visszavezethető veleszületett malformatiós szindrómák
- Q87 Egyéb meghatározott, több szervrendszert érintő malformatiós szindrómák
  - Q87.0 Főként az arc külalakját érintő veleszületett malformatiós szindrómák
  - Q87.1 Főként alacsonynövéssel kapcsolatos veleszületett malformatiós szindrómák
  - Q87.2 Főként a végtagokat érintő veleszületett malformatiós szindrómák
  - Q87.3 Veleszületett rendellenesség-szindrómák gyorsult növekedéssel
  - Q87.4 Marfan-szindróma
  - Q87.5 Egyéb veleszületett malformatiós szindrómák, egyéb csontváz-eltérésekkel
  - Q87.8 Egyéb meghatározott, m.n.o. veleszületett malformatiós szindrómák
- Q89 Egyéb veleszületett, m.n.o. rendellenességek
  - Q89.0 A lép veleszületett rendellenességei
  - Q89.1 A mellékvese veleszületett rendellenességei
  - Q89.2 Egyéb belső elválasztású mirigyek veleszületett rendellenességei
  - Q89.3 Situs inversus
  - Q89.4 Összenőtt ikrek
  - Q89.7 Többszörös, m.n.o. veleszületett rendellenességek
  - Q89.8 Egyéb meghatározott veleszületett rendellenességek
  - Q89.9 Veleszületett rendellenesség k.m.n.

## Kromoszóma abnormitások, m.n.o. (Q90-Q99)
- Q90 Down-szindróma
  - Q90.0 Triszómia 21, meiotikus, non-disjunctiós típus
  - Q90.1 Triszómia 21, mozaicizmus, (mitotikus, non-disjunctiós típus)
  - Q90.2 Triszómia 21, translocatiós típus
  - Q90.9 Down-szindróma, k.m.n.
- Q91 Edwards-szindróma és Patau-szindróma
  - Q91.0 Triszómia 18, meiotikus, non-disjunctiós típus
  - Q91.1 Triszómia 18, mozaicizmus (mitotikus, non-disjunctiós típus)
  - Q91.2 Triszómia 18, translocatio
  - Q91.3 Edwards-szindróma, k.m.n.
  - Q91.4 Triszómia 13, meiotikus, non-disjunctiós
  - Q91.5 Triszómia 13, mozaicizmus (mitotikus, non-disjunctiós)
  - Q91.6 Triszómia 13, translocatio
  - Q91.7 Patau-szindróma, k.m.n.
- Q92 Egyéb autoszomális, m.n.o. részleges vagy teljes triszómiák
  - Q92.0 Teljes kromoszóma triszómia, meiotikus, non-disjunctiós
  - Q92.1 Teljes kromoszóma triszómia, mozaicizmus (mitotikus, non-disjunctiós)
  - Q92.2 Nagyobb kromoszómarészt érintő részleges triszómia
  - Q92.3 Kisebb kromoszómarészt érintő részleges triszómia
  - Q92.4 Csak prometafázisban észlelhető kettőzöttségek
  - Q92.5 Kettőzöttségek egyéb teljes átrendeződéssel
  - Q92.6 Számfeletti marker kromoszómák
  - Q92.7 Triploidia és polyploidia
  - Q92.8 Az autoszómák egyéb meghatározott triszómiái és részleges triszómiái
  - Q92.9 Az autoszómák k.m.n.triszómiája és részleges triszómiája
- Q93 Az autoszómák m.n.o. monoszómiái és deletiói
  - Q93.0 Teljes kromoszóma monoszómia, meiotikus, non-disjunctiós
  - Q93.1 Teljes kromoszóma monoszómia, mozaicizmus, (mitotikus, non-disjunctiós)
  - Q93.2 Dicentrikus vagy gyűrűs kromoszóma
  - Q93.3 A 4. kromoszóma rövid karjának törése
  - Q93.4 Az 5. kromoszóma rövid karjának törése
  - Q93.5 Egyéb kromoszóma-részek törése
  - Q93.6 Csak a prometafázisban észlelhető lefűződések
  - Q93.7 Törések egyéb teljes átrendeződéssel
  - Q93.8 Az autoszómák egyéb törései
  - Q93.9 Az autoszómák törése k.m.n.
- Q95 Kiegyenlített átrendeződések és szerkezeti markerek, m.n.o.
  - Q95.0 Kiegyensúlyozott translocatio és insertio normál egyénben
  - Q95.1 Kromoszóma inverzió normál egyénben
  - Q95.2 Kiegyensúlyozott autoszomális átrendeződés beteg egyénben
  - Q95.3 Kiegyensúlyozott nemi/autoszomális kromoszóma átrendeződés beteg egyénben
  - Q95.4 Marker heterochromatinnal rendelkező egyén
  - Q95.5 Egyén autoszomális törékeny locusszal
  - Q95.8 Egyéb kiegyensúlyozott átrendeződések és strukturális markerek
  - Q95.9 Kiegyensúlyozott átrendeződés és strukturális marker, k.m.n.
- Q96 Turner-szindróma
  - Q96.0 45,X kariotípus
  - Q96.1 46,X kariotípus iso (Xq)
  - Q96.2 46,X kariotípus, kóros nemi kromoszómával, kivéve iso (Xq)
  - Q96.3 45,X/46,XX vagy XY mozaicizmus
  - Q96.4 Mozaicizmus, 45,X/egyéb sejtvonal(-ak) kóros nemi kromoszómával
  - Q96.8 Turner-szindróma egyéb változatai
  - Q96.9 Turner-szindróma, k.m.n.
- Q97 Egyéb szex-kromoszóma rendellenességek, női fenotípussal, m.n.o.
  - Q97.0 47,XXX kariotípus
  - Q97.1 Nőnemű egyén háromnál több X-kromoszómával
  - Q97.2 Mozaicizmus, változó számú X-kromoszóma vonallal
  - Q97.3 Nőnemű egyén 46,XY kariotípussal
  - Q97.8 Egyéb meghatározott szex-kromoszóma rendellenességek női fenotípus mellett
  - Q97.9 Szex-kromoszóma rendellenesség női fenotípus mellett, k.m.n.
- Q98 Egyéb szex-kromoszóma rendellenességek, férfi fenotípussal, m.n.o.
  - Q98.0 Klinefelter-szindróma, kariotípus 47,XXY
  - Q98.1 Klinefelter-szindróma, férfi, kettőnél több X-kromoszómával
  - Q98.2 Klinefelter-szindróma, férfi, 46,XX kariotípussal
  - Q98.3 Egyéb férfi 46,XX kariotípussal
  - Q98.4 Klinefelter-szindróma k.m.n.
  - Q98.5 47,XYY kariotípus
  - Q98.6 Férfi, kóros szerkezetű nemi kromoszómával
  - Q98.7 Férfi, a nemi kromoszóma mozaicizmusával
  - Q98.8 Egyéb meghatározott nemi kromoszóma rendellenességek férfi fenotípus mellett
  - Q98.9 Nemi kromoszóma rendellenesség, férfi fenotípus, k.m.n.
- Q99 Egyéb kromoszóma rendellenességek, m.n.o.
  - Q99.0 46,XX/46,XY chimera
  - Q99.1 46,XX valódi hermaphrodita
  - Q99.2 Törékeny X-kromoszóma
  - Q99.8 Egyéb meghatározott kromoszóma-rendellenességek
  - Q99.9 Kromoszóma-rendellenesség, k.m.n.

| Sorszám | Főcsoport                                                                                                | BNO kódok |
| ------- | --- | --------- |
| 01      | BNO-10-01 – Fertőző és parazitás betegségek                                                              | A00–B99   |
| 02      | BNO-10-02 – Daganatok                                                                                    | C00–D48   |
| 03      | BNO-10-03 – A vér és a vérképző szervek betegségei és az immunrendszert érintő bizonyos rendellenességek | D50–D89   |
| 04      | BNO-10-04 – Endokrin, táplálkozási és anyagcsere betegségek                                              | E00–E90   |
| 05      | BNO-10-05 – Mentális és viselkedészavarok                                                                | F00–F99   |
| 06      | BNO-10-06 – Az idegrendszer betegségei                                                                   | G00–G99   |
| 07      | BNO-10-07 – A szem és függelékeinek betegségei                                                           | H00–H59   |
| 08      | BNO-10-08 – A fül és a csecsnyúlvány megbetegedései                                                      | H60–H95   |
| 09      | BNO-10-09 – A keringési rendszer betegségei                                                              | I00–I99   |
| 10      | BNO-10-10 – A légzőrendszer betegségei                                                                   | J00–J99   |
| 11      | BNO-10-11 – Az emésztőrendszer betegségei                                                                | K00–K93   |
| 12      | BNO-10-12 – A bőr és bőralatti szövet betegségei                                                         | L00–L99   |
| 13      | BNO-10-13 – A csont-izomrendszer és kötőszövet betegségei                                                | M00–M99   |
| 14      | BNO-10-14 – Az urogenitális rendszer megbetegedései                                                      | N00–N99   |
| 15      | BNO-10-15 – Terhesség, szülés és a gyermekágy                                                            | O00–O99   |
| 16      | BNO-10-16 – A perinatális szakban keletkező bizonyos állapotok                                           | P00–P96   |
| 17      | BNO-10-17 – Veleszületett rendellenességek, deformitások és kromoszómaabnormitások                       | Q00–Q99   |
| 18      | BNO-10-18 – Máshova nem osztályozott panaszok, tünetek és kóros klinikai és laboratóriumi leletek        | R00–R99   |
| 19      | BNO-10-19 – Sérülés, mérgezés és külső okok bizonyos egyéb következményei                                | S00–T98   |
| 20      | BNO-10-20 – A morbiditás és mortalitás külső okai                                                        | V01–Y98   |
| 21      | BNO-10-21 – Az egészségi állapotot és egészségügyi szolgálatokkal való kapcsolatot befolyásoló tényezők  | Z00–Z99   |
| (22)    | BNO-10-22 – Speciális kódok                                                                              | U00–U99   |